# Stazione di Okachimachi
La Stazione di Okachimachi (御徒町駅?, Okachimachi-eki) è una stazione ferroviaria di Tokyo, si trova nel quartiere di Taitō. La stazione si trova nell'area di Ameya-Yokochō, chiamato anche Ameyoko, uno dei principali mercati all'aperto di Tokyo.

## Linee
- East Japan Railway Company
  - ■ Linea Yamanote
  - ■ Linea Keihin-Tōhoku

## Struttura
La stazione è costituita si trova in viadotto, con due marciapiedi a isola per quattro binari totali. I due esterni sono dedicati alla linea Keihin-Tōhoku, mentre quelli interni sono per la Yamanote. Questa disposizione permette di facilitare gli interscambi fra diversi servizi nella stessa direzione: ad esempio, per chi arriva a questa stazione, prendendo il treno rapido sulla Keihin-Tōhoku potrà spostarsi più rapidamente in quella direzione. La stazione è dotata di due uscite, una a nord e una a sud.
| 1 | ■ Linea Keihin-Tōhoku | per Tokyo, Shinagawa, Yokohama e Ōfuna |
| 2 | ■ Linea Yamanote      | per Tokyo e Shinagawa                  |
| 3 | ■ Linea Yamanote      | per Ueno, Tabata e Ikebukuro           |
| 4 | ■ Linea Keihin-Tōhoku | per Ueno, Tabata, Akabane e Ōmiya      |

## Stazioni adiacenti
| «                   | Servizio       | »              |
| Linea Yamanote      | Linea Yamanote | Linea Yamanote |
| ------------------- | -------------- | -------------- |
| Akihabara           | -              | Ueno           |
| Linea Keihin-Tōhoku |                |                |
| Akihabara           | Locale         | Ueno           |
| Il rapido non ferma |                |                |